# Kristina Rangelova
Kristina Rangelova, coniugata Jankova (in bulgaro Кристина Рангелова-Янкова?; Sofia, 24 gennaio 1985), è un'ex ginnasta bulgara, specializzata nella ginnastica ritmica.

## Palmarès

### Olimpiadi
- 1 medaglia:
  - 1 bronzo (Atene 2004 nel concorso a squadre)

### Mondiali
- 4 medaglie:
  - 1 oro (Baku 2005 nel gruppo - 5 nastri)
  - 3 argenti (Budapest 2003 nel concorso a squadre; Budapest 2003 nel gruppo - 5 cerchi e 2 palle; Budapest 2003 nel gruppo - 5 nastri)

### Europei
- 4 medaglie:
  - 1 oro (Riesa 2003 nel gruppo - 5 cerchi e 2 palle)
  - 3 argenti (Budapest 1999 nel gruppo - 5 nastri; Riesa 2003 nel concorso a squadre; Riesa 2003 nel gruppo - 5 nastri)